# William Herschel
William Herschel (Hanôver, 15 de novembro de 1738 — Slough, 25 de agosto de 1822) foi um astrônomo e compositor alemão naturalizado inglês. Aos 19 anos mudou-se para a Inglaterra onde passou a ensinar música, antes de se tornar um organista. Com o tempo passou a estudar astronomia e ficou famoso por sua descoberta do planeta Urano, assim como de duas de suas luas (Titânia e Oberon). Também descobriu duas luas de Saturno e a existência da radiação infravermelha. É também conhecido pelas vinte e quatro sinfonias que compôs. Foi o primeiro presidente da Royal Astronomical Society.

## Primeiros anos
Friedrich Wilhelm Herschel nasceu em Hanôver, Alemanha, filho de Anna Ilse Moritzen e Issak Herschel. Seu pai era músico da Guarda Hanoveriana - para a qual entrou aos catorze anos. Mais tarde abandonou os serviços militares, devido a sua saúde frágil, sendo acusado de deserção, e sendo posteriormente perdoado pelo rei George III, em 1782. Seu pai ajudou-o a mudar-se para a Inglaterra em 1757, onde começou a ganhar a vida como músico e organista.

## Descobertas científicas

### Astronomia
Por volta de 1766 começou a estudar seriamente astronomia e matemática, e acabou adquirindo um telescópio, e com sua irmã Caroline construiu telescópios para observar o céu noturno. Começou a observar os planetas e as estrelas em maio de 1773, e em 1 de março de 1774 começou um jornal, anotando suas observações sobre os anéis de Saturno e a Nebulosa de Orion.

### Urano

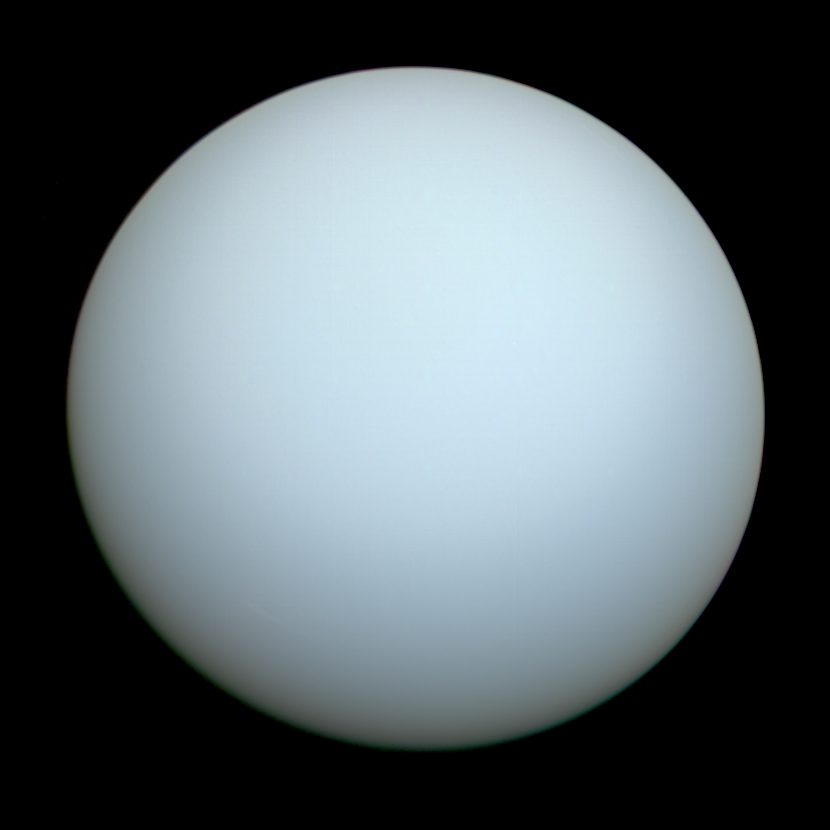
Urano, descoberto por Herschel em 1781

Em março de 1781, durante sua busca por estrelas duplas, Herschel notou um objeto aparecendo como um disco. Herschel originalmente pensou que era um cometa ou um disco estelar, que ele acreditava que poderia realmente resolver. Ele relatou o avistamento a Nevil Maskelyne o Astronomer Royal.  Ele fez muitas outras observações e, posteriormente, o acadêmico russo Anders Lexell computou a órbita e descobriu que ela era provavelmente planetária.
Herschel concordou, determinando que deveria ser um planeta além da órbita de Saturno. Ele chamou o novo planeta de "estrela georgiana" (Georgium sidus) em homenagem ao rei Jorge III, o que também lhe trouxe favor; o nome não colou.  Na França, onde a referência ao rei britânico deveria ser evitada se possível, o planeta era conhecido como "Herschel" até que o nome "Urano" foi universalmente adotado. No mesmo ano, Herschel recebeu a Medalha Copley e foi eleito membro da Royal Society. Em 1782, ele foi nomeado "O Astrônomo do Rei" (não confundir com o Astronomer Royal).
Em 1 de agosto de 1782, Herschel e sua irmã Caroline se mudaram para Datchet (então em Buckinghamshire, mas agora em Berkshire). Lá, ele continuou seu trabalho como astrônomo e fabricante de telescópios.  Ele alcançou uma reputação internacional por sua fabricação, vendendo lucrativamente mais de 60 refletores completos para astrônomos britânicos e continentais.

### Pesquisas de céu profundo
De 1782 a 1802, e mais intensamente de 1783 a 1790, Herschel realizou pesquisas sistemáticas em busca de objetos "profundos" ou não-estelares com dois telescópios de 20 pés de comprimento focal (610 cm), 12 e 18,7 polegadas de abertura (30 e 47 cm) (em combinação com seu instrumento favorito de abertura de 6 polegadas). Excluindo entradas duplicadas e "perdidas", Herschel finalmente descobriu mais de 2 400 objetos definidos por ele como nebulosas. (Naquela época, nebulosa era o termo genérico para qualquer objeto astronômico visualmente difuso, incluindo galáxias além da Via Láctea, até que as galáxias foram confirmadas como sistemas extragalácticos por Edwin Hubble em 1924.)
Herschel publicou suas descobertas em três catálogos: Catálogo de Mil Novas Nebulosas e Aglomerados de Estrelas (1786), Catálogo de Mil Novas Nebulosas e Aglomerados de Estrelas (1789) e o já citado Catálogo de 500 Novas Nebulosas (1802). Ele organizou suas descobertas em oito "classes": (I) nebulosas brilhantes, (II) nebulosas fracas, (III) nebulosas muito fracas, (IV) nebulosas planetárias, (V) nebulosas muito grandes, (VI) aglomerados de estrelas muito comprimidos e ricos, (VII) aglomerados comprimidos de estrelas pequenas e grandes [fracas e brilhantes], e (VIII) aglomerados de estrelas grosseiramente dispersos. As descobertas de Herschel foram complementadas pelas de Caroline Herschel (11 objetos) e seu filho John Herschel (1754 objetos) e publicadas por ele como Catálogo Geral de Nebulosas e Aglomerados em 1864. Este catálogo foi mais tarde editado por John Dreyer, complementado com descobertas de muitos outros astrônomos do século 19, e publicado em 1888 como o Novo Catálogo Geral (abreviado NGC) de 7 840 objetos de céu profundo. A numeração NGC ainda é o rótulo de identificação mais comumente usado para esses marcos celestes.
As descobertas de Herschel mais tarde compiladas no Novo Catálogo Geral incluem NGC 12, NGC 13, NGC 14, NGC 16, NGC 23, NGC 24, NGC 1357 e NGC 7457.

#### Outras descobertas na astronomia
A primeira das mais importantes descobertas de Herschel em astronomia foi o movimento intrínseco do Sol através do espaço, em 1783. Observou cuidadosamente o movimento de sete estrelas e demonstrou que estas convergiam para um ponto fixo (que interpretou como sendo o ápex solar).
De 1782 a 1785, Herschel catalogou estrelas duplas e publicou extensos catálogos, no primeiro dos quais sugeriu que muitas delas poderiam estar em movimento orbital relativo. Em 1793 mediu novamente as posições relativas de muitas estrelas duplas, comprovando assim sua hipótese. Desenvolveu também os primeiros conhecimentos sobre a constituição de Galáxia.
Durante sua carreira, Herschel também descobriu duas luas de Saturno, Mimas e Enceladus; assim como duas luas de Urano, Titânia e Oberon, que foram nomeadas por seu filho, John, nos anos de 1847 e 1852, muito após sua morte.
Em 2007 evidências apresentadas por Dr. Stuart Eves sugerem que Herschel talvez tenha também descobertos os anéis ao redor de Urano.
Herschel também mediu a inclinação do eixo de Marte e descobriu as calotas de gelo de marcianas, observadas pela primeira vez em 1666 por Giovanni Domenico Cassini e em 1672 por Christiaan Huygens, mudavam de tamanho de acordo com a estação do planeta.
Ao estudar o movimento das estrelas, foi o primeiro a perceber que o sistema solar está se movendo no espaço, e determinou a direção aproximada do movimento. Também estudou a estrutura da Via Láctea e concluiu que ela é achatada, em formato de disco e com o Sol em seu centro.
Também foi o primeiro a usar a palavra 'asteroide', que deriva da palavra grega aster 'estrela' + -eidos 'forma, formato', em 1802, para descrever a aparência semelhante a das estrelas das pequenas luas dos planetas gasosos e dos planetas menores. No entanto, não foi até a década de 1850 que a palavra passou a ser usada para descrever certos planetas pequenos.
Como parte de suas tentativas de determinar se havia uma conexão entre a atividade solar e o clima terrestre, Herschel fez anotações a respeito do preço do trigo. Teorizou que preço do trigo estaria ligado a colheita e o clima ao longo do ano. Sua tentativa não foi bem sucedida devido a falta de observações solares anteriores para comparação, mas técnicas semelhantes foram posteriormente utilizadas com sucesso.

### Radiação Infravermelha
Em 1800, Herschel fez outra descoberta importante. Havia notado que filtros de diferentes cores deixavam passar quantidade diferentes de calor em suas observações da luz solar, e desejava calcular essa quantidade de calor. Herschel pensava que as cores deveriam ter diferentes temperaturas.
Em seu experimento direcionou luz solar, através de um pequeno orifício em um pedaço de papelão, deixou passar uma cor incidente da refração de um prisma de vidro e então mediu a temperatura de cada uma das cores. Herschel usou três termômetros com bulbos pretos (para melhor absorver o calor) e, para cada cor do espectro, posicionou um bulbo em uma cor visível enquanto os outros dois foram posicionados fora do espectro para controle. Conforme media a temperatura individual das cores do violeta ao vermelho, percebeu que todas as cores tinham temperaturas mais altas que a dos termômetros de controle, e que a temperatura aumentava na direção do sentido vermelho do espectro.
Decidiu então medir a temperatura da região logo após a cor vermelha, onde aparentemente não havia luz solar, e descobriu que a temperatura nessa região do espectro era mais elevada que nos lugares onde havia luz incidente. Concluiu que naquela região devia haver alguma radiação que não era visível, e a nomeou de "raios caloríficos". Após mais experimentos descobriu que essa radiação sofria os efeitos de reflexão, refração, absorção e transmissão de forma semelhante à das radiações do espectro visível. Essa radiação foi depois renomeada de radiação infravermelha. Esse experimento foi importante para demonstrar que existem tipos de radiação que não são visíveis aos olhos humanos.

### Vida em outros corpos celestes
Herschel tinha certeza de que havia encontrado ampla evidência de vida na Lua e a comparou com o interior da Inglaterra. Ele não se absteve de teorizar que os outros planetas estavam povoados, com um interesse especial em Marte, o que estava de acordo com a maioria de seus cientistas contemporâneos. Durante o tempo de Herschel, os cientistas tendiam a acreditar em uma pluralidade de mundos civilizados; em contraste, a maioria dos pensadores religiosos referiu-se a propriedades únicas da Terra. Herschel chegou a especular que o interior do Sol estava povoado.

## Observatório Espacial Herschel

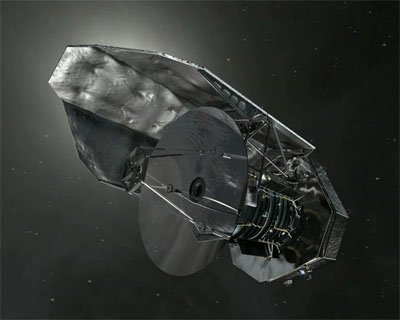
Telescópio Herschel - ESA

Um projeto da Agência Espacial Europeia - ESA, foi lançado em 14 de maio de 2009, tem o objetivo de estudar a origem e evolução das estrelas e galáxias para auxiliar na compreensão da formação do universo como conhecemos. Foi o primeiro observatório a cobrir o espectro eletromagnético da faixa que vai do infravermelho distante até ondas com o comprimento de sub milímetros, possibilitando o estudo de poeira estelar e regiões geladas do cosmos, tanto próximas como distantes.
O telescópio possui duas câmeras e um espectrômetro de alta resolução. Os detectores nesses instrumentos são resfriados a temperaturas próximas do zero absoluto por um sofisticado sistema criogênico. Sua lente principal de 3,5 metros de diâmetro é mais do que quatro vezes maior que qualquer telescópio infravermelho enviado anteriormente, e quase uma vez e meia maior que a lente do telescópio Hubble
O telescópio foi posicionado a 1,5 milhões de quilômetros da Terra, para que não houvesse interferência do calor emitido pela Terra e pelo Sol em seus instrumentos.
Em março de 2013 o telescópio Herschel encerrou suas atividades, devido a evaporação dos 2,3 mil litros de hélio utilizados no resfriamento de seus instrumentos.
Entre as maiores descobertas do telescópio Herschel estão a detecção de oxigênio no espaço, a identificação da fonte de água na atmosfera superior de Saturno, e o registro do nascimento de estrelas maciças.

## Biologia
Herschel usou um microscópio para estabelecer que o coral não era uma planta – como muitos na época acreditavam – porque não tinha as paredes celulares características das plantas. Na verdade, é um animal, um invertebrado marinho.

## Legado na astronomia
Sua irmã, Caroline Lucretia Herschel, colaborou estreitamente em seu trabalho, descobrindo também cometas e organizando um catálogo de nebulosas. A tradição astronômica da família ainda continuaria com seu filho (John Herschel) e dois netos. Em 1813 foi eleito membro estrangeiro na Academia Real de Ciências Suíça. Ajudou na fundação da Sociedade Astronômica de Londres em 1820, na qual em 1831 recebeu uma carta real e se tornou a Academia Real de Astronomia.
Em 25 de agosto de 1822, Herschel morreu em sua casa. Seu filho John Herschel também se tornou um astrônomo famoso.
Sua casa em Bath, onde fez inúmeros telescópios e observou Urano pela primeira vez, abriga atualmente o Museu de Astronomia Herschel.
Seu epitáfio: Coelorum perrupit claustra. (Rompendo as barreiras celestes)

## Trabalhos musicais
As obras musicais completas de Herschel foram as seguintes:
- 18 sinfonias para pequena orquestra (1760-1762)
- 6 sinfonias para grande orquestra (1762-1764)
- 12 concertos para oboé, violino e viola (1759-1764)
- 2 concertos para órgão
- 6 sonatas para violino, violoncelo e cravo (publicado em 1769)
- 12 solos para violino e baixo contínuo (1763)
- 24 capriccios e 1 sonata para violino solo
- 1 andante para duas trompas de basset, dois oboés, duas trompas e dois fagotes.

Várias obras vocais, incluindo um "Te Deum", salmos, motetos e cantos sagrados.
Para órgão e cravo:
- 6 fugas para órgão
- 24 sonatas para órgão (10 agora perdidas)
- 33 voluntários (na música, um voluntário é uma peça musical, geralmente para um órgão, tocada como parte de um serviço religioso) e peças para órgão (incompleto)
- 24 peças para órgão (incompleto)
- 12 voluntários (11 agora perdidos)
- 12 sonatas para cravo (9 existentes)
- 25 variações em escala crescente
- 2 minuetos para cravo.